# Jordan Ayew
Jordan Pierre Ayew (Marseille, 1991. szeptember 11. –) francia születésű ghánai válogatott labdarúgó, a Leicester City játékosa.

## Pályafutása
2024. augusztus 23-án kétéves szerződést írt alá a Leicester City csapatával, amely 5 millió fontot fizetett érte.

## Család
Édesanyja Maha Ayew, édesapja az ghánai labdarúgó-válogatott Abedi Pelé, nagybátyja Kwame Ayew, testvérei André Ayew, Ibrahim Ayew és Imani.

## Statisztika

### Klub
2014. december 20-a szerinti állapot.
| Klub             | Szezon           | Bajnokság | Bajnokság | Kupa  | Kupa  | UEFA  | UEFA  | Összesen | Összesen |
| Klub             | Szezon           | Mérk.     | Gólok     | Mérk. | Gólok | Mérk. | Gólok | Mérk.    | Gólok    |
| ---------------- | ---------------- | --------- | --------- | ----- | ----- | ----- | ----- | -------- | -------- |
| Marseille        | 2009–10          | 4         | 1         | 0     | 0     | 0     | 0     | 4        | 1        |
| Marseille        | 2010–11          | 22        | 2         | 4     | 0     | 3     | 0     | 29       | 2        |
| Marseille        | 2011–12          | 34        | 3         | 5     | 4     | 6     | 0     | 45       | 7        |
| Marseille        | 2012–13          | 35        | 7         | 3     | 0     | 9     | 3     | 47       | 10       |
| Marseille        | 2013–14          | 16        | 1         | 1     | 0     | 5     | 1     | 22       | 2        |
| Sochaux          | 2013–14          | 17        | 5         | 1     | 0     | —     | —     | 18       | 5        |
| Lorient          | 2014–15          | 17        | 6         | 2     | 1     | —     | —     | 19       | 7        |
| Karrier összesen | Karrier összesen | 145       | 25        | 16    | 5     | 23    | 4     | 184      | 34       |

### Válogatott
2015. január 14. szerinti állapot.
| Válogatott | Szezon   | Mérkőzés | Gól | Gólpassz |
| ---------- | -------- | -------- | --- | -------- |
| Ghána      | 2010–11  | 2        | 0   | 0        |
| Ghána      | 2011–12  | 8        | 2   | 0        |
| Ghána      | 2012–13  | 0        | 0   | 0        |
| Ghána      | 2013–14  | 6        | 3   | 0        |
| Ghána      | 2014–15  | 5        | 0   | 0        |
| Összesen   | Összesen | 21       | 5   | 0        |

## Sikerei, díjai
- Marseille
  - Franci bajnok: 2009-10
  - Francia ligakupagyőztes: 2009-10, 2010-11, 2011-12
  - Francia szuperkupagyőztes: 2010, 2011

## Külső hivatkozások
- Jordan Ayew  OM.net
- Jordan Ayew  Footballdatabase.eu
- Jordan Ayew adatlapja a National-Football-Teams.com oldalon (angolul)

- Jordan Ayew Transfermarkt